# 煤精

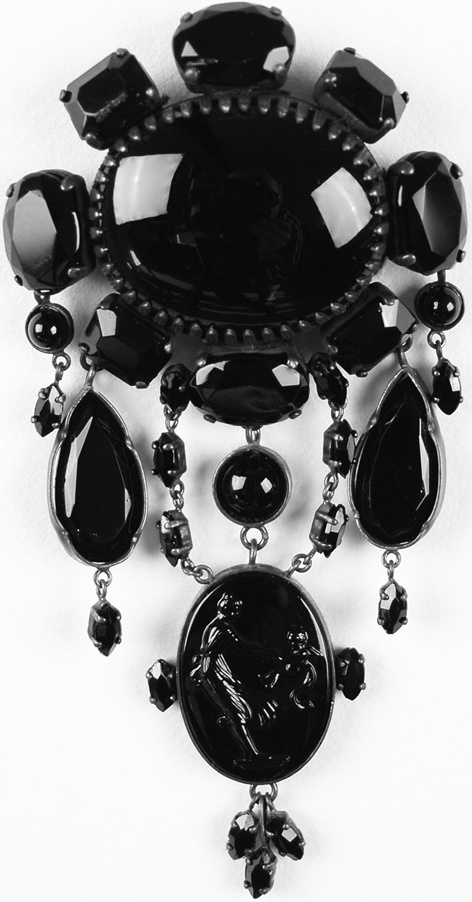
19世纪的煤精所制葬礼用宝石

煤精（英語：jet），又称煤精石、煤玉、黑玉、黑碳石，是一种有机宝石，为黑色或黑褐色固体，存在于沉积岩中，是远古树木在温度和压力作用下分解而成。其主要产地有：英格兰北部约克郡海岸，法国的朗格多克省，西班牙的阿拉贡、加利西亚、阿斯图里亚斯和中国的抚顺等。

## 形成与应用
数千万年乃至数亿年前，某些松柏目的树木倾倒后埋在海底或滞水沼泽的泥质沉积物中，在缺氧的条件下受到压力和温度的共同作用，木材分解后其中的碳形成煤精。比如怀特比发现的煤精开始形成于约一亿八千万年前，属于侏罗纪早期的托阿尔阶。而在煤精原石的样品中常可以看到原始木头构造的证据。
煤精用作宝石历史悠久，西班牙阿斯图里亚斯发现的最古老的煤精宝石大约制作于公元前17000年。约一万年前，德国的某些地区开始将煤精抛光，用于生产珠宝。按照加伊乌斯·朱利叶斯·索利努斯的记述，怀特比小镇所产的煤精是罗马时期最受人欢迎的珠宝原料，广泛用于生产发饰、戒指、手镯和项链罗马人将煤精视作一种有魔力的宝石，可以使偏折恶魔之眼的光芒，所以常用作护身符和垂饰。老普林尼曾提到过煤精的药用价值
十九世纪，煤精由于他的暗淡的颜色和朴素的外观得以成为十九世纪主要的葬仪宝石。特别是在维多利亚时代，维多利亚女王在参加葬礼时戴著怀特比煤精的项链，使得煤精作为一种宝石十分流行，它也是僧侣诵念玫瑰经时的念珠所用的宝石。在美国，珠状煤精所装饰的长项链是咆哮的二十年代的流行装饰，那时妇女和年轻的喜欢穿套鞋不系鞋扣的女子会戴上从脖子延伸到腰际的煤精项链。通常用重棉纱来穿这些煤精珠子。一些小的结会将这些珠状煤精隔开相等的距离，也避免相互磨损。
中国古代，文人墨客常用煤精石制作文房用品，比如笔筒、砚台等，同时还有制作串珠、陈设品等工艺用品。1981年，在陕西省旬阳县城东南还出土一件十分罕见的煤精印。

## 性质

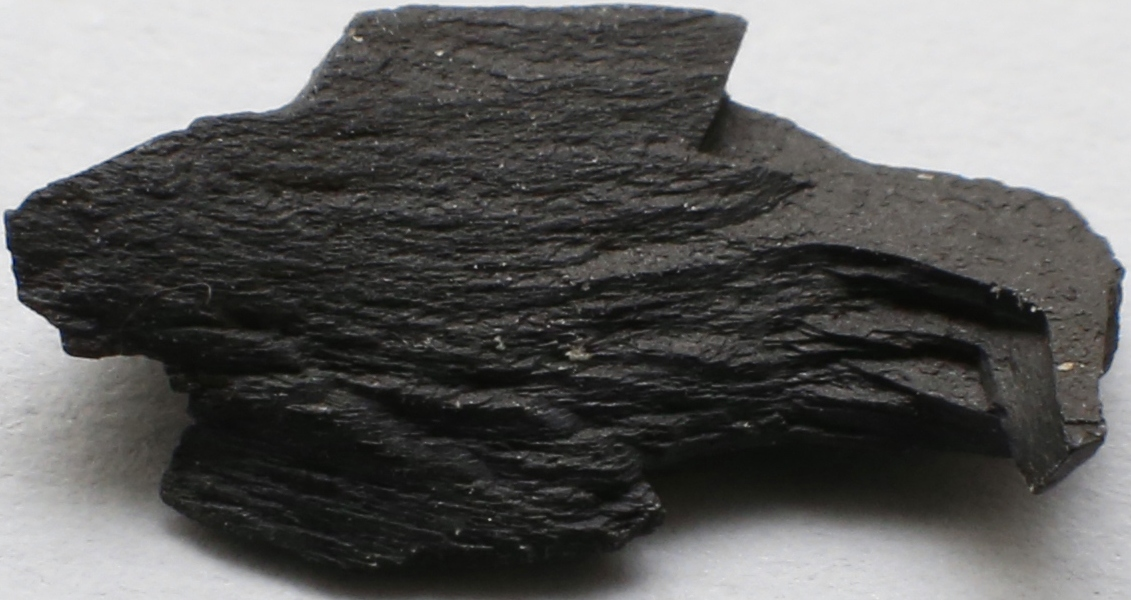
煤精样品

煤精的化学成份以碳为主，含有少量有机质，可燃。带有树脂光泽，抛光表面为玻璃光泽，有时候会因为包裹了黄铁矿而呈现黄铜的颜色和金属光泽。内部没有晶体结构，因此严格说来不属于矿物。煤精细腻。有韧性，不染手，断口为贝壳状断口。煤精的莫氏硬度是2.5到4，容易切割和雕刻，但对于没有经验的加工者而来，很难在煤精上雕出细节。因此煤精雕刻品也已成为一种有价值的收藏品。煤精的比重为1.30到1.34，折射率是1.66，不透明。煤精与热针接触时会产生类似烧煤所产生的气味

## 仿制品
煤精常见的仿制品有黑玻璃、黑曜岩、无烟煤和硬胶。相对于接触时有凉感的黑玻璃和黑曜岩，煤精有较低的导热率，所以触摸时不觉得凉；无烟煤的刻画条痕是黑色的，而不同于煤精的巧克力色条痕；而硬胶中含有30%到40%的硫，摩擦时会产生硫磺气味，煤精摩擦时则没有这种味道反而像摩擦琥珀一样起电，所以煤精也被称作黑琥珀。